# Vương Nguyên Cơ
Văn Minh Vương hoàng hậu (chữ Hán: 文明王皇后; 217 - 20 tháng 4, 268) là chính thất của Tư Mã Chiêu và là sinh mẫu của Tấn Vũ Đế Tư Mã Viêm, người sáng lập ra nhà Tấn, chấm dứt thời kì Tam Quốc trứ danh trong lịch sử Trung Quốc.
Bà chưa từng làm Hoàng hậu, nhưng là mẹ sinh Hoàng đế nên bà trở thành vị Hoàng thái hậu đầu tiên của triều đại này.

## Tiểu sử
Bà tên thật Vương Nguyên Cơ (王元姬), người huyện Đàm, quận Đông Hải (nay là Đàm Thành, Sơn Đông). Ông nội bà là Đại tư đồ Vương Lãng, một đại thần từng phò tá Tào Ngụy, cha bà là Lan lăng hầu Vương Túc (王肃) và mẹ là Phu nhân Dương thị (羊氏), sau đó cha bà lại tái hôn, nên bà còn có kế mẫu Hạ Hầu thị (夏侯氏), một người nhân từ lễ độ.
Xuất thân trong danh môn vọng tộc, ông nội và cha đều đại thần phò tá cho gia tộc Tư Mã. Do đó ngay từ nhỏ, Vương Nguyên Cơ đã được hấp thụ nền giáo dục hoàn mỹ, năm 8 tuổi đã thấu hiểu Kinh Thi, Luận Ngữ đều là những cuốn sách kinh điển của Nho gia. Có thể nói Vương Nguyên Cơ là viên minh châu của gia tộc. Năm 9 tuổi, mẹ bị bệnh để lại mọi công việc cho Nguyên Cơ. Cha bà lại kết hôn với Năm 12 tuổi, ông nội bà Vương Lãng qua đời, được truy tặng làm Thành hầu.
Năm 15 tuổi, Nguyên Cơ kết hôn với Tư Mã Chiêu, con trai thứ hai của Thái phó Tư Mã Ý, đại thần Tào Ngụy lúc bấy giờ. Tuy là cuộc hôn nhân chính trị, nhưng tình cảm phu thê cũng khá thắm thiết. Vương Nguyên Cơ sinh được 5 người con, trong đó đáng kể nhất là Tấn Vũ Đế Tư Mã Viêm, Tư Mã Du, Tư Mã Triệu (司馬兆), Tư Mã Định Quốc (司馬定國) và Tư Mã Quảng Đức (司馬廣德). Bản thân Vương Nguyên Cơ cũng rất tận tâm với nhà chồng, nhất là luôn hầu hạ mẹ chồng chu đáo, là tấm gương tốt cho các con dâu và nữ nhi thời đó noi theo. Vương Nguyên Cơ được các nhà sử gia đánh giá là một hình tượng hiền thê thục đức điển hình trong xã hội phong kiến.
Sau khi Thục Hán bị diệt vong, Ngụy Đế Tào Hoán phong Tư Mã Chiêu lên làm Tấn vương, ban cho cửu tích. Vương Nguyên Cơ trở thành Vương hậu, Tư Mã Viêm con trưởng của bà được lập làm Vương thế tử.
Trong lúc Tư Mã Chiêu còn nắm quyền triều đình, Vương Nguyên Cơ đã đưa ra lời nhận xét sâu sắc và chính xác Chung Hội. Với tuệ nhãn nhìn người, Vương Nguyên cơ đánh giá Chung Hội là kẻ có dã tâm sẽ tạo phản một khi có dịp. Đúng như dự đoán, vào năm 263, sau khi Chung Hội chinh phạt Tây Thục thành công thì bị Khương Duy khích nên công khai tạo phản muốn chia sẻ giang sơn với nhà Tư Mã, nhưng cuối cùng bị Tư Mã Chiêu làm cho thất bại.
Năm Hàm Hi thứ 2 (265), Tấn vương Tư Mã Chiêu bệnh chết, Thế tử Tư Mã Viêm kế vị Tấn vương. Ngay sau khi lên ngôi, Tư Mã Viêm đã ép Ngụy Đế Tào Hoán phải nhường ngôi, sử gọi Tấn Vũ Đế, chính thức lập ra nhà Tấn. Vương Nguyên Cơ trở thành Hoàng thái hậu, cư tại Sùng Hóa cung (崇化宮), cha bà Vương Túc được truy tặng làm Lan lăng Cảnh hầu (兰陵景侯), mẹ Dương thị phong Bình Dương Tĩnh quân (平阳靖君), kế mẫu Hạ Hầu thị tấn truy Huỳnh Dương Hương quân (荥阳乡君). Dù đã là Thái hậu, mẹ của Hoàng đế, vị trí tối cao trong thiên hạ thế nhưng bà vẫn tiếp tục sống cần kiệm, giản dị như trước kia, toàn tâm chăm lo quản lý hậu cung, không can thiệp chính trường.
Năm Thái Thủy thứ 4 (268), Sùng Hóa cung Hoàng thái hậu Vương Nguyên Cơ bệnh mất ở tuổi 51. Bà được truy phong làm Văn Minh hoàng hậu và hợp táng ở Sùng Dương lăng (崇陽陵) cùng với chồng.